# Legnano Basket Knights
Il Legnano Basket Knights è una squadra di pallacanestro maschile di Legnano, comune della città metropolitana di Milano, in Lombardia. Fino alla stagione 2018-2019 ha militato in Serie A2, secondo livello del campionato italiano di pallacanestro maschile, nella stagione 2020-2021 partecipa alla Serie C Gold, quarto livello del campionato italiano di pallacanestro maschile. Il 14 Luglio 2021 ha acquisito i diritti per poter partecipare alla Serie B, terzo livello del campionato italiano di pallacanestro maschile.
Ha come colori sociali il bianco e il rosso, mentre come simbolo ha un cavaliere (in inglese knight, da cui il nome della società). Il termine knight nella denominazione richiama la battaglia di Legnano, scontro militare medievale combattuto il 29 maggio 1176 nei dintorni della città tra le truppe della Lega Lombarda e l'esercito imperiale di Federico Barbarossa.
Fondata nel 1966 come Pallacanestro Legnano dall'imprenditore legnanese Neutralio Frascoli e da altre personalità locali, ha assunto la denominazione Legnano Basket in seguito alla fusione con l'Olimpia Legnano, che è avvenuta nel 2006. Nel 2007 ha cambiato nome in Legnano Basket Knights.
Il Legnano Basket Knights gioca le partite casalinghe presso il PalaBorsani di Castellanza.

## Storia

### Le origini
Il Legnano basket Knight è stato fondato nel 1966 con la denominazione di Pallacanestro Legnano dall'imprenditore legnanese Neutralio Frascoli e da altre personalità locali, che divennero poi soci del sodalizio sportivo. La dirigenza decise di iscrivere la neonata società al campionato di Prima Divisione, anche all'epoca la categoria più bassa del campionato italiano di pallacanestro maschile. In quegli anni la Prima Categoria non era a ancora organizzata a gironi multipli, bensì era previsto un girone unico, con tutte le difficoltà del caso, su tutte i costi e i problemi di logistica dovuti all'organizzazione delle trasferte.
Primo presidente della Pallacanestro Legnano fu Neutralio Frascoli, mentre suo primo allenatore fu Albano Raza, che sedette sulla panchina bianco rossa dal 1966 al 1971. La squadra si allenava in una palestra di via Colombes a Legnano, il cui campo era privo dei canestri tale per cui i giocatori, all'interno della struttura, eseguivano solamente la preparazione fisica, mentre le partitelle di allenamento venivano svolte su un campo esterno dell'impianto sportivo.
Il primo campo casalingo della Pallacanestro Legnano (quello utilizzato in campionato) si trovava invece presso le scuole elementari Mazzini in via Calatafimi a Legnano: in seguito la società decise di usufruire di un campo casalingo situato nella vicina Busto Garolfo.

### Dagli anni sessanta agli anni settanta: la promozione in Serie B
La Pallacanestro Legnano centrò subito, nel primo campionato disputato, la promozione nel campionato di Promozione. Nel 1967 ci fu il primo avvicendamento alla presidenza della società: Oscar Tessari successe a Neutralio Frascoli. Dopo tre stagioni in Promozione, alla fine del campionato 1969-1970, i biancorossi guadagnarono la loro seconda promozione, questa volta in Serie D. Contestualmente ci fu l'inaugurazione della prima palestra di Legnano dedicata al basket, che si trovava in via Cavour. Nel 1971 la società bianco rossa trasferì la sua sede in via Robino a Legnano, presso le scuole Alighieri, da poco inaugurate. Questa palestra, che per l'epoca era all'avanguardia, prese poi il nome di PalaDante. Nel 1972 ci fu il primo cambio della guardia sulla panchina della Pallacanestro Legnano: ad Albano Raza subentrò Scalabrin. Quest'ultimo rimase sulla panchina biancorossa solo per una stagione, venendo sostituito da Idelma Tomasini, prima donna a guidare una squadra di pallacanestro partecipante a campionati nazionali maschili di basket.
Nel 1974 ci fu un doppio avvicendamento societario: Orio Motta diventò il nuovo presidente della società sportiva succedendo ad Oscar Tessari, mentre Ermanno Ponzelletti, già giocatore dei biancorossi, ne divenne l'allenatore. La Pallacanestro Legnano, con il nuovo assetto societario, raggiunse subito la promozione in Serie C. Alla seconda stagione in Serie C la Pallacanestro Legnano retrocesse per la prima volta nella sua storia, nonostante il cambio della guardia sulla panchina biancorossa (Ermanno Ponzelletti fu sostituito Carlo Cattaneo, ma senza ottenere i risultati sperati). Grazie però a un ripescaggio, la Pallacanestro Legnano non retrocesse e rimase in Serie C.
Nel 1977 ci fu un nuovo avvicendamento alla presidenza: Orio Motta fu sostituito dall'industriale locale Osvaldo Gianazza. Contestualmente ci un cambio sulla panchina biancorossa: Vittorio Keuleyan diventò il nuovo allenatore della Pallacanestro Legnano. Complice una campagna acquisti di alto livello, dopo due stagioni in Serie C, arrivò la prima promozione in Serie B, che fu conquistata nella stagione 1978-1979 a Vigevano nello spareggio contro l'Arosio Basket. Per la prima stagione in Serie B fu scelto, come nuovo allenatore, Sergio Pedrazzini, che fu poi esonerato a dicembre a causa dei risultati deludenti della squadra venendo sostituito da Vittorio Keuleyan, nel frattempo richiamato dalla società. Ciò non sortì gli effetti sperati: alla fine del campionato i biancorossi retrocessero in Serie C per differenza-canestri.

### Dagli anni ottanta agli anni novanta: la promozione in Serie B2
Dal campionato 1980-1981 alla stagione 1981-1982 la Pallacanestro Legnano conobbe uno dei momenti più difficili della sua storia, soprattutto a causa di problemi finanziari. Questi ultimi portarono, nella stagione 1981-1982, disputata sempre in Serie C con Vincenzo Lolli in panchina, a uno "sciopero" della maggior parte dei giocatori, che decisero di lasciare la Pallacanestro Legnano durante la stagione venendo sostituiti dai giovani prelevati dalla Primavera: il presidente Gianazza, e con lui il consiglio direttivo, aveva deciso di tagliare i rimborsi spese, proposta fortemente osteggiata dagli atleti biancorossi. Alla fine la Pallacanestro Legnano retrocesse in Serie D, ma venne nuovamente ripescata.
Nel campionato 1982-1983 la Pallacanestro Legnano, nonostante le difficoltà, nel campionato di Serie C2 (nuovo nome della Serie C) riesce a raggiungere la promozione in Serie C1, campionato intermedio introdotto nel 1979. Nella stagione successiva diventò allenatore Bruno Brumana, che rimase sulla panchina biancorossa dal 1984-1985 al 1988-1989. Nella stagione 1987-1988 la Pallacanestro Legnano conquistò nuovamente la promozione in Serie B2 (nel 1986 la storica Serie B cambiò infatti nome in Serie B2 venendo declassata a quarto livello, vista la contemporanea creazione della Serie B1): nel campionato successivo la Pallacanestro Legnano retrocesse in Serie C1, nuovo nome del campionato di categoria inferiore. Il presidente Carlo Maria Colombo, nel frattempo subentrato a Osvaldo Gianazza, decise di affidare la panchina della Pallacanestro Legnano a Gigi Mondani, già allenatore del settore giovanile dei biancorossi. Mondani fu poi sostituito dopo quattro stagioni, tutte disputate in Serie C1, da Silvio Bertacchi.
Gli anni novanta furono caratterizzati da buone stagioni in Serie C1. In questi campionati la Pallacanestro Legnano non raggiunse mai stabilmente le zone alte della classifica. Sebbene non abbia lottato per la promozione in Serie B, il gruppo di giocatori che si creò gettò le basi per il cambiamento di marcia che si è registrato nella seconda parte del decennio, quando i biancorossi diventarono una delle squadre più forti della Serie C1. Nella stagione 1996-1997 Silvio Bertacchi fu sostituito, sulla panchina della Pallacanestro Legnano, da Roberto Piva. Con Piva i biancorossi disputarono dei campionati sempre in zona play-off. Degna di nota fu la stagione 1997-1998, quando la Pallacanestro Legnano disputò i play-off contro la Basket Castelletto, vincendo il primo incontro a Castelletto sopra Ticino ma perdendo la partita giocata a Legnano e venendo sconfitta nel terzo incontro, giocato ancora a Castelletto.

### Gli anni duemila: la seconda promozione in Serie B2
A Roberto Piva, nella stagione 2000-2001, successe Tarcisio Vaghi, che restò sulla panchina dei biancorossi fino al campionato 2002-2003. Le stagioni con Vaghi furono discrete, con la Pallacanestro Legnano costantemente posizionata a metà classifica, lontana sia dai play-off che dai play-out. Nella stagione 2003-2004 diventò allenatore dei biancorossi Enrico Rocco, che sostituì Roberto Vaghi. Degni di nota, in questi anni, sono i derby contro la Sangiorgese, compagine sportiva della confinante San Giorgio su Legnano. L'estate precedente alla stagione 2004-2005 fu caratterizzato da problemi economici che misero in dubbio anche l'iscrizione al campionato: la Merlett, sponsor principale della squadra dalla stagione 1990-1991, decise di rinunciare alla sponsorizzazione mettendo in seria difficoltà la dirigenza biancorossa. Il campionato, che venne disputato senza sponsor principale, fu poi caratterizzato da un discreto andamento con il raggiungimento di un posto a metà classifica.
Nuovo sponsor, dalla stagione 2005-2006, fu la Forgiatura Marcora. A presidente Mario Landini e al direttore generale Maurizio Basilico si aggiunse, in ambito dirigenziale, come direttore sportivo, Marco Tajana. Viene predisposto un organico adatto ad ambire alla promozione in Serie B2. Alla fine la Pallacanestro Legnano della stagione 2005-2006 giunse seconda in classifica e si qualificò ai play-off. Nei play-off, dopo aver superato senza molte difficoltà i primi due turni, incontrò in finale l'Effe 2000 Basket Genova, che ebbe poi la meglio in tre partite contro una, che fu invece a favore dei legnanesi. In Coppa italia la Pallacanestro Legnano venne invece eliminata in semifinale.
All'inizio della stagione 2006-2007 la Pallacanestro Legnano si fuse con la Olimpia Legnano dando vita al Legnano Basket. Ancora una volta l'obiettivo dichiarato fu la promozione in Serie B2. Alla fine il Basket Legnano si classificò secondo dietro il Sorini Cremona (battuto dai legnanesi in entrambe le occasioni della regular season) guadagnando l'accesso ai play-off. Dopo aver superato il primo turno battendo il Corona Platina di Piadena, venne eliminato dal SanZeno Basket di Verona nel turno successivo. Nell'estate seguente la federazione comunica al Basket Legnano di aver acquisito d'ufficio i diritti per partecipare alla Serie B2. Poco dopo la fine della stagione la società cambiò nome in Legnano Basket Knights.
Il Basket Legnano chiuse il campionato 2007-2008 di Serie B2 al dodicesimo e terzultimo posto, che obbligò i biancorossi a disputare i play-out. Dopo aver perso il primo turno con il Basket Ravenna Piero Manetti, che conquistò la salvezza, il Legnano Basket affrontò lo Scuola Basket Cavriago, che vinse la prima sfida. Complice un cambio sulla panchina biancorossa, con Massimo Corrado che venne sostituito da Maurizio Mosti, i legnanesi vinsero le altre tre gare raggiungendo una salvezza insperata. Anche la stagione 2008-2009 si chiuse al dodicesimo e terzultimo posto, da cui conseguì l'obbligo di giocare i play-out. Grazie alla posizione in classifica, le gare da disputare furono solamente due, entrambe vinte contro il Basket Monza, avversario del Legnano Basket nell'unico turno di play-out per i biancorossi. L'incontro casalingo si giocò nel nuovo palazzetto costruito per ospitare le gare interne del Legnano Basket, il Knight Palace. Poco dopo la fine della stagione la sede della società fu spostata in via Parma a Legnano.

### Gli anni duemiladieci: la promozione in Serie A2
Seguono campionati durante i quali il Legnano Basket Knights si è classificato ai primi posti accendendo ai play-off promozione. Nella stagione 2009-2010 i biancorossi sono giunti secondi nel girone A perdendo poi la finale dei play-off contro il Pallacanestro Senigallia, mentre nel 2010-2011 si sono classificati terzi nel girone A venendo sconfitti nella finale dei play-off dal Pallacanestro Vado. Nella stagione 2011-2012 sono giunti primi nel girone A della Divisione Nazionale B (nuovo nome della Serie B2) venendo eliminati alle semifinali dei play-off dalla Pallacanestro Primavera Mirandola, mentre nella stagione 2012-2013 i legnanesi sono arrivati secondi nel girone A venendo poi sconfitti ai quarti di finale dei play-off dalla Sangiorgese.
Nella stagione 2013-2014, guidati dall'allenatore Mattia Ferrari, sono giunti secondi nel girone B della Divisione Nazionale B, che dalla stagione successiva è tornata a rappresentare il terzo livello della piramide cestistica italiana con il nome di Serie B vista la soppressione del campionato di Serie B d'Eccellenza (ex "Serie B1"), e poi hanno vinto lo spareggio alle Final Four Promozione di Cervia contro il Latina Basket, venendo promossi in Serie A2, secondo livello del campionato maschile di pallacanestro e punto più alto mai raggiunto dalla società biancorossa. Nell'estate del 2014 i biancorossi hanno acquistato il loro primo giocatore straniero, lo statunitense John Mercant III. Nelle due stagioni successive ha ottenuto il mantenimento della categoria con due tredicesimi posti nel proprio girone, che hanno evitato in entrambi i casi i play-out, mentre nella stagione di Serie A2 2016-2017 è giunto terzo nel girone Ovest al termine della regular season, classificandosi per i play-off dove, negli ottavi, è stato eliminato da Roseto per 3 a 1.
Nella stagione successiva arriva terza nel grone , risultato bissato anche l'anno dopo.
Nel 2018-2019 si salva solo nella finale di playout battendo la Piacentina Basket. Nell'estate 2019 cede il titolo sportivo di Serie A2 al Napoli Basket, ripartendo dalla Serie C Gold.

## Colori e simboli
I colori sociali del Legnano Basket Knights sono il bianco ed il rosso. Il simbolo della società è rappresentato da un cavaliere con l’elmo bordato di bianco e rosso, soprastante ad un dettaglio color grigio metallico. Sotto quest’ultimo si trova la scritta Legnano Knights in rosso, su uno sfondo di colore bianco
Dal 2007, con il cambio della denominazione in Legnano Basket Knights, al simbolo tradizionale della società è spesso affiancata la raffigurazione stilizzata di un cavaliere medievale (knight in lingua inglese) che richiama la battaglia di Legnano, combattuta il 29 maggio 1176 nei dintorni della città tra le truppe della Lega Lombarda e l'esercito imperiale di Federico Barbarossa.

## Sponsor ufficiali
Aggiornato alla stagione 2023-2024
- 1966–1987: nessuno
- 1987–1990: Entremont
- 1990–2004: Merlett Tecnoplastic
- 2004–2005: nessuno
- 2005–2009: Forgiatura Marcora
- 2009–2013: Royal
- 2013–2017: Europromotion
- 2017–2018: FCL Contract
- 2018–2020: Axpo
- 2020–2021: Visport
- 2021–2023: 3G Electronics
- 2023–presente: SAE Scientifica

## Palazzetto
Il Legnano Basket Knights gioca le partite casalinghe presso il la Soevis Arena di Castellanza. Gli allenamenti invece vengono svolti al Knights Palace di Legnano, in cui sono presenti anche la sede societaria e gli uffici amministrativi.

## Organigramma societario
L'organigramma societario del Legnano Basket Knights è:
- Marco Tajana- Presidente

- Guido Azario
- Marco Barlocco
- Bruno Carabelli
- Gianmario Dell'Acqua
- Roberto Garavaglia
- Renzo Croci
- Mario Landini
- Francesco Ordine
- Giuliano Tognati
- Matteo Parma

- Maurizio Basilico - General Manager
- Massimiliano Giudici - Responsabile organizzativo
- Massimiliano Giudici - Responsabile ufficio stampa
- Antonio Fagotti - Direttore generale

## Roster
Aggiornato al 20 marzo 2023.
| 3G Electronics Legnano Knights 2022-2023 | 3G Electronics Legnano Knights 2022-2023 |
| Giocatori                                | Staff tecnico                            |
| ---------------------------------------- | ---------------------------------------- |

| N. | Naz.                                     | Ruolo | Nome                   | Anno | Alt.   | Peso   |  |
| -- | ---------------------------------------- | ----- | ---------------------- | ---- | ------ | ------ |  |
| 0  | Italia (bandiera)                        | AG    | Giacomo Leardini       | 1999 | 198 cm | 100 kg |  |
| 1  | Italia (bandiera)                        | AG    | Saverio Mazzantini     | 1995 | 194 cm | 90 kg  |  |
| 3  | Italia (bandiera)                        | AG    | Luca Antonietti        | 1994 | 198 cm | 98 kg  |  |
| 4  | Italia (bandiera)                        | P     | Gian Marco Drocker     | 2001 | 188 cm | 79 kg  |  |
| 6  | Argentina (bandiera) · Italia (bandiera) | G     | Juan Marcos Casini (C) | 1980 | 188 cm | 79 kg  |  |
| 7  | Italia (bandiera)                        | G     | Mattia Nespoli         | 2003 | 178 cm | 75 kg  |  |
| 8  | Italia (bandiera)                        | G     | Andrea Gallazzi        | 2006 | 190 cm | 90 kg  |  |
| 9  | Italia (bandiera)                        | AP    | Riccardo Cucchi        | 2002 | 197 cm | 87 kg  |  |
| 10 | Italia (bandiera)                        | PG    | Alessandro Ferrario    | 2005 | 193 cm | 76 kg  |  |
| 11 | Italia (bandiera)                        | P     | Tommaso Marino         | 1986 | 192 cm | 87 kg  |  |
| 18 | Italia (bandiera)                        | C     | Michael Sacchettini    | 1995 | 205 cm | 100 kg |  |
| 22 | Italia (bandiera)                        | AG    | Matteo Bassani         | 2003 | 189 cm | 90 kg  |  |
| 26 | Italia (bandiera)                        | AC    | Francesco Amorelli     | 2004 | 200 cm | 85 kg  |  |
| 77 | Italia (bandiera)                        | A     | Alessandro Monguzzi    | 2004 | 198 cm | 92 kg  |  |
| 94 | Italia (bandiera)                        | P     | Matteo Cappellotto     | 2005 | 176 cm | 65 kg  |  |
| 99 | Italia (bandiera)                        | G     | Diego Terenzi          | 1995 | 190 cm | 88 kg  |  |

| Allenatore |
| - Riccardo Eliantonio                                                                                           |
| Assistente/i |
| - Davide Giglietti - Silvio Saini - Pietro Pogliana Legenda - (C) Capitano - (IN) Inattivo - Infortunato Roster |

### Staff tecnico
- Allenatore: Paolo Piazza
- Assistenti: Davide Giglietti, Silvio Saini, Pietro Pogliana
- Preparatore atletico: Mirko Pocaterra, Matteo Scala

## Presidenti e allenatori
- 1966-1967: Neutralio Frascoli
- 1967-1974: Oscar Tessari
- 1974-1977: Orio Motta
- 1977-????: Osvaldo Gianazza
- ????-????: Carlo Maria Colombo
- ????-2012: Mario Landini
- 2012-presente: Marco Tajana

- 1966-1971: Albano Raza
- 1971-1972: Scalabrin
- 1972-1973: Idelma Tomasini
- 1973-1977: Ermanno Ponzelletti
- 1977: Carlo Cattaneo
- 1977-1979: Vittorio Nisca
- 1979: Sergio Pedrazzini
- 1979-1980: Vittorio Nisca
- 1980-1981: Matteo Gullifa
- 1981-1982: Vincenzo Lolli
- 1982-1984: Giacomo Franchi
- 1984-1985: Lorenzo Caputo
- 1985-1989: Bruno Brumana
- 1987-1992: Gigi Mondani
- 1992-1996: Silvio Bertacchi
- 1996-2000: Roberto Piva
- 2000-2003: Tarcisio Vaghi
- 2003-2005: Enrico Rocco
- 2005-2008: Massimo Corrado
- 2008: Maurizio Mosti
- 2008-2009: Franco Passera
- 2009-2012: Roberto Piva
- 2012-2013: Alessandro Crotti
- 2013-2018: Mattia Ferrari
- 2018: Giancarlo Sacco

## Tifoseria

### Storia
La tifoseria del Legnano Basket Knights è la Gioventù Forgiata, gruppo ultras nato nel 2016 con il nome che riprende il vecchio gruppo di tifosi che esisteva durante gli anni novanta, quando la compagine legnanese militava in serie C. 

### Gemellaggi e rivalità
Molto sentiti sono i derby con la Sangiorgese, compagine sportiva della confinante San Giorgio su Legnano, con la Blu Basket Treviglio, squadra che milita nel girone Ovest di Serie A2, e con la Robur Basket, squadra di Saronno, città che si trova ad alcuni chilometri da Legnano.

### Esplicative
1. ↑  Nuovo nome della Serie C
2. ↑  Campionato intermedio introdotto nel 1979
3. ↑  Nel 1986 la storica Serie B cambiò nome in Serie B2 venendo declassata a quarto livello, vista la contemporanea creazione della Serie B d'Eccellenza
4. ↑  Nuovo nome della Serie B2
5. ↑  Dalla stagione successiva è tornata a rappresentare il terzo livello della piramide cestistica italiana con il nome di Serie B vista la soppressione del campionato di Serie B d'Eccellenza (ex "Serie B1")

### Bibliografiche
1. 1 2 3 4 5 6 7 8 9 10 11 12 13 14 15 16 17 18 19 20 21 22 23 24 25 26 27 28 29 30 31 32 33 34 35 36 37 38 39 40 41 42 43 44 45 46 47 48 49 50 51 52 53 54 55 56 57 58 59 60 61 62 63 64   Storia, in Legnano Basket Knights. URL consultato il 6 maggio 2019.
2. ↑   La storia del Legnano Basket, su legnanobasket.towersport.com. URL consultato il 21 agosto 2014.
3. ↑   Il PalaBorsani si trasforma in "PalaEuroimmobiliare", su legnanonews.com. URL consultato il 7 ottobre 2017 (archiviato dall'url originale il 7 ottobre 2017).
4. 1 2 3   Roster All-time, su legnanobasket.towersport.com. URL consultato il 15 settembre 2017.
5. ↑   Media guide del Legnano Basket Knight - 2017-2018 (PDF), su legnanobasket.it. URL consultato il 6 ottobre 2017 (archiviato dall'url originale il 6 ottobre 2017).